# Abdiel Adames Palma
Abdiel Adames Palma (Ciudad de Panamá, Panamá; 18 de marzo de 1938) es un académico, biólogo y químico panameño.
Se graduó como Licenciado en Biología y Química en la Universidad de Panamá y obtuvo un Ph.D. en Zoología en la Universidad de California en Los Ángeles. Dentro del campo científico, fue investigador activo por 23 años y jefe del Departamento de Ecología en el Instituto Conmemorativo Gorgas. También fue miembro fundador de la Asociación Panameña para el Avance de la Ciencia y miembro de la junta de síndicos de la Fundación Internacional para la Ciencia en Estocolmo (1984 - 1991).
Dentro del campo académico, fue el primer Director de Investigación y Postgrado de la Universidad de Panamá (1977 - 1981) y también fue el primer Vicerrector del mismo (1981 - 1986). Luego fue elegido Rector de la Universidad de Panamá (1986 - 1991).

## Publicaciones
- Evaluación ambiental y efectos del proyecto hidroeléctrico Fortuna: informe final (1977)
- Informe final sobre los estudios biomédicos (médico - ecológicos) en el área del proyecto hidroeléctrico Tabasará (1981)
- La investigación científica en Panamá: una necesidad impostergable (1984)
- La investigación científica en Panamá: una necesidad impostergable (1985)
- Discursos en el centenario del natalicio del Dr. Octavio Méndez Pereira 1887-1987 (1987)
- La renovación universitaria (1988)
- Perspectivas de la institución universitaria en Panamá (1991)
- Manejo integral de la Cuenca del Río Bayano, subcuenca del Río y áreas adyacentes al embalse (2001)
- El istmo de Panamá: vocación e identidad nacional (2002)
- El Laboratorio Conmemorativo Gorgas: la contribución panameña 1928-1983 (2004).